# Шафран Шарояна
Шафран Шарояна, или Крокус Шарояна (лат. Crocus scharojanii) — клубнелуковичное травянистое многолетнее растение, вид рода Шафран (Crocus) семейства Ирисовые, или Касатиковые (Iridaceae).

## Распространение  и экология
В диком виде произрастает в Малой Азии и на Кавказе.

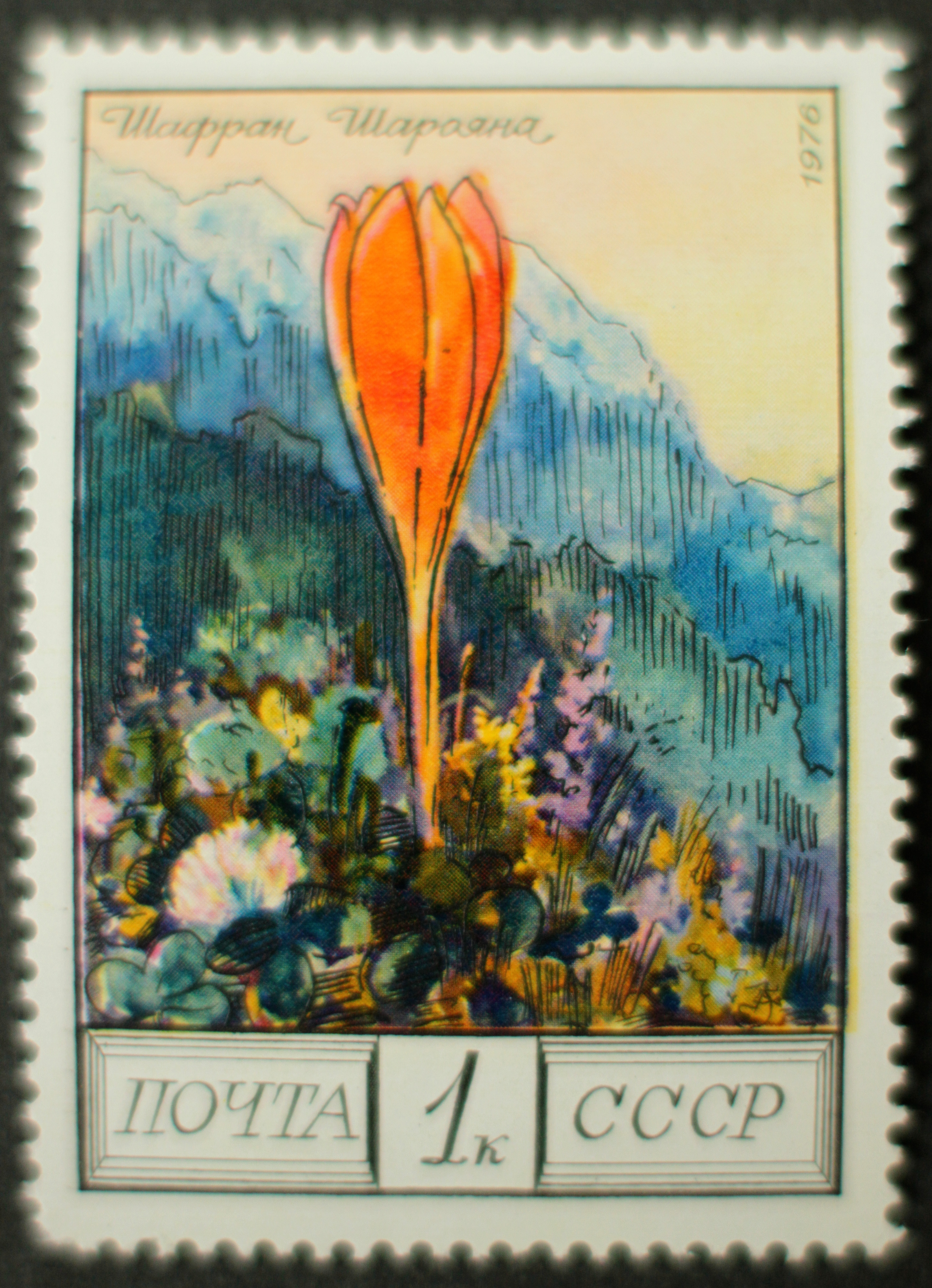
Почтовая марка СССР 1976 года

Растёт на высокогорных лугах.

## Ботаническое описание
Растение высотой 7-12 см.
Клубнелуковица шаровидная, маленькая, диаметром около 1,3 см, прикрыта тонкой, волокнистой, перепончатой оболочкой.
Листья голые, шириной около 1,3 см, иногда остаётся до следующего периода цветения.
Цветки одиночные. Околоцветник ярко-оранжевый, реже жёлтый, без полосок; пыльники бледно-жёлтые, превышающие рыльце; рыльца цельные, оранжевые.
Цветёт с первой до второй половины августа.

## Таксономия
Вид Шафран Шарояна входит в род Шафран (Crocus) подсемейства Crocoideae семейства Ирисовые (Iridaceae) порядка Спаржецветные (Asparagales).
|  |                                      |  |                                                             |                                                             |                    |  | ещё 24 семейства (согласно Системе APG II) | ещё 24 семейства (согласно Системе APG II)   |                                              |  |  |  | ещё около 30 родов | ещё около 30 родов |  |  |
|  |                                      |  |                                                             |                                                             |                    |  | ещё 24 семейства (согласно Системе APG II) | ещё 24 семейства (согласно Системе APG II)   |                                              |  |  |  | ещё около 30 родов | ещё около 30 родов |  |  |
|  |                                      |  |                                                             | порядок Спаржецветные                                       |                    |  |                                            |                                              | подсемейство Шафрановые                      |  |  |  |                    | вид Шафран Шарояна |  |  |
|  |                                      |  |                                                             | порядок Спаржецветные                                       |                    |  |                                            |                                              | подсемейство Шафрановые                      |  |  |  |                    | вид Шафран Шарояна |  |  |
|  | отдел Цветковые, или Покрытосеменные |  |                                                             |                                                             | семейство Ирисовые |  |                                            |                                              | род Шафран                                   |  |  |  |                    |                    |  |  |
|  | отдел Цветковые, или Покрытосеменные |  |                                                             |                                                             |                    |  |                                            |                                              |                                              |  |  |  |                    |                    |  |  |
|  |                                      |  | ещё 44 порядка цветковых растений (согласно Системе APG II) | ещё 44 порядка цветковых растений (согласно Системе APG II) |                    |  |                                            | ещё 4 подсемейства (согласно Системе APG II) | ещё 4 подсемейства (согласно Системе APG II) |  |  |  | ещё около 80 видов |                    |  |  |
|  |                                      |  |                                                             | ещё 44 порядка цветковых растений (согласно Системе APG II) |                    |  |                                            |                                              | ещё 4 подсемейства (согласно Системе APG II) |  |  |  |                    |                    |  |  |